# Plecostachys serpyllifolia
Plecostachys serpyllifolia é uma espécie de planta com flor pertencente à família Asteraceae. 
A autoridade científica da espécie é (P.J.Bergius) Hilliard & B.L.Burtt, tendo sido publicada em Botanical Journal of the Linnean Society 82 (3): 207. 1981.

## Portugal
Trata-se de uma espécie presente no território português, nomeadamente em Portugal Continental e no Arquipélago dos Açores.
Em termos de naturalidade é introduzida nas duas regiões atrás indicadas.

## Protecção
Não se encontra protegida por legislação portuguesa ou da Comunidade Europeia.